# Alloecella grisea
Alloecella grisea är en nattsländeart som beskrevs av Banks 1939. Alloecella grisea ingår i släktet Alloecella och familjen Helicophidae. Inga underarter finns listade i Catalogue of Life.